# Теплигіна Лариса Леонідівна
Лариса Теплигіна (рос. Лариса Теплыгина; народилась 12 березня 1980 у м. Москві, Росія) — російська хокеїстка, захисник. Виступає за «СКІФ» (Нижній Новгород). Майстер спорту з хокею із шайбою.
В ХК «СКІФ» грає з 2000 року. Семиразова чемпіонка Росії, триразовий срібний призер чемпіонату Росії, бронзовий призер чемпіонату Росії, володар Кубка Європейських чемпіонів (2009), срібний призер Кубка Європейських чемпіонів (2005). Кандидат у майстри спорту з фігурного катання, чемпіонка Росії з ушу (1995), бронзовий призер чемпіонату Росії з ушу (1996).
Закінчила Московську державну академію фізичної культури.